# Leptocentrus majesticus
Leptocentrus majesticus är en insektsart som beskrevs av Ananthasubramanian 1980. Leptocentrus majesticus ingår i släktet Leptocentrus och familjen hornstritar. Inga underarter finns listade i Catalogue of Life.